# Villa gallo-romaine de Saint-Pierre de Vence
La villa gallo-romaine de Saint-Pierre de Vence est une villa située dans la commune d'Eyguières dans les Bouches-du-Rhône. Le site est habité dès la fin de l'Âge du fer, mais l'essentiel de son développement date de l'époque romaine. Il est habité au moins jusqu'au IXe siècle.
La construction de cette villa a suivi la désertion de l'oppidum de Sainte-Cécile et est devenu un centre d'habitation regroupant une douzaine d'édifices.

## Localisation

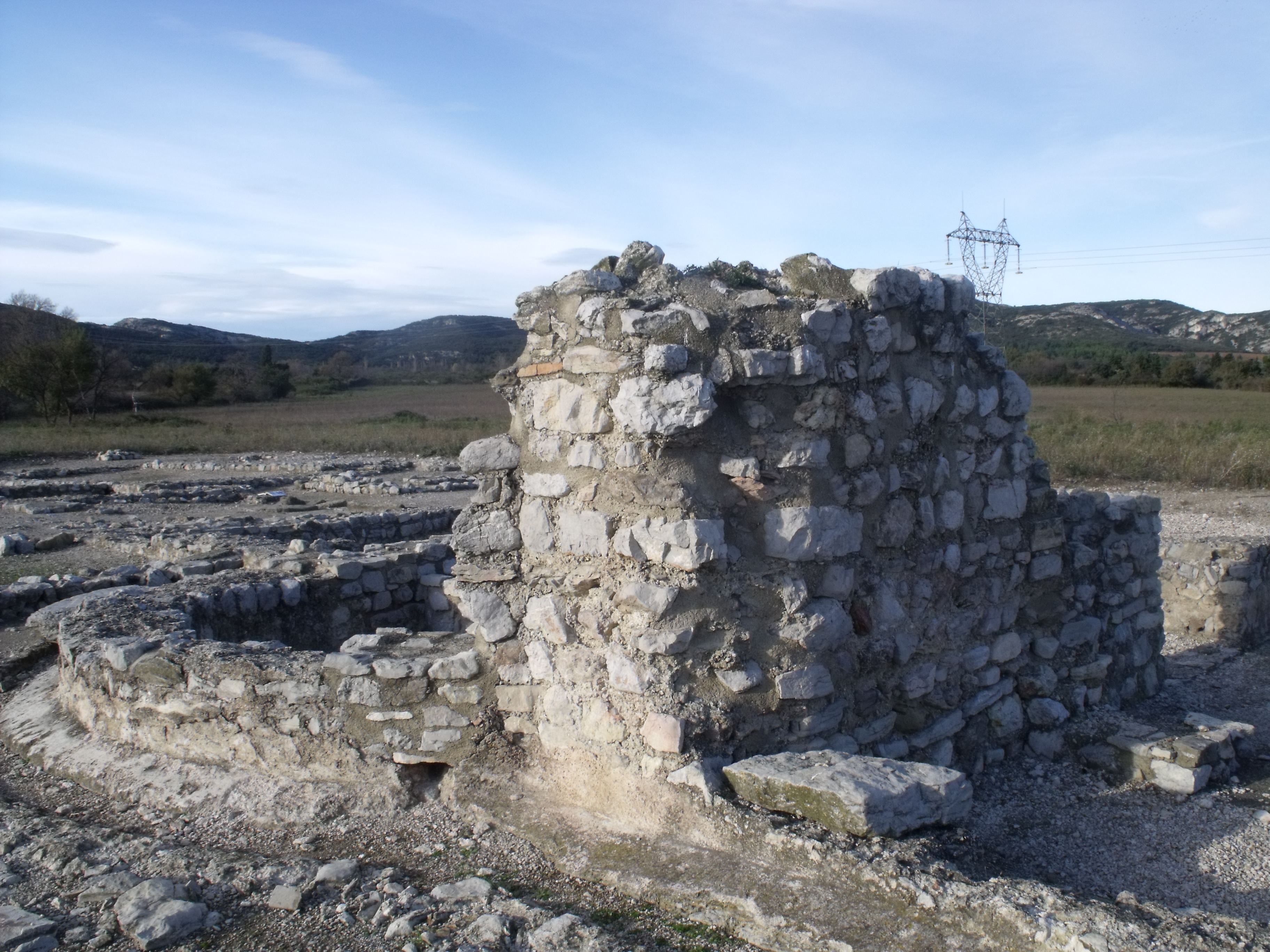
Pan de mur pris pour une tour par le préfet Villeneuve en 1824.

La villa gallo-romaine de Saint-Pierre de Vence se situe à l'entrée sud-ouest de la plaine de Roquemartine. On y accède depuis le vallon des Glauges en suivant un chemin de terre le long du massif du mont Menu, ou bien, depuis Roquemartine, par la D25, puis en bifurquant au niveau de la chapelle Saint-Pierre de Vence. Le site se trouve au pied du mont Sainte-Cécile (au sud-est) et de la tour des Opies, point culminant du massif des Alpilles (ouest). Il se trouve donc au centre d'une vallée qui est desservie dès l'Antiquité par des voies de communication. Dans sa Statistique du département des Bouches-du-Rhône (1824), le préfet Christophe de Villeneuve-Bargemon signale, entre les Opies et le « hameau » de Saint-Pierre de Vence, les « restes d'un bâtiment appelé la Tour, auprès duquel sont des tas de décombres qui annoncent d'anciennes constructions ». Cette tour est en fait un pan de mur toujours debout et mesurant encore plus d'un mètre (3 mètres dans les années 1950).
Il est situé sur une vaste superficie plane à une altitude de 139 m.

## Historique

### Fin de l'Âge du fer
Le site est habité au moins dès le Ier siècle av. J.-C.. Le vestige le plus ancien semble être un fossé rectiligne de 8 mètres de long creusé dans le substrat dont la totalité n'est pas connue. Un riche matériel daté de 75 à 50 av. J.-C. y a été retrouvé, attestant qu'il pourrait s'agir d'un fossé rituel entourant une aire sacrée. Il pourrait être lié à une nécropole contemporaine retrouvée à environ 100 mètres plus à l'ouest.
Dans les décennies qui suivent, le site est aménagé et est lié à l'installation romaine dans le pays d'Arles à partir de 46 av. J.-C. Les toitures sont réalisées en dalles de pierre sciée de 62 à 64 cm de côté et de 6 cm d'épaisseur. Ce matériau sera réutilisé deux siècles plus tard pour couvrir un égout. On peut les mettre en relation avec les dalles retrouvées sur le temple hellénistique de Glanum, à quelques kilomètres à l'ouest.
Une stèle funéraire en pierre des Baux a été mise au jour entre la villa et la nécropole. Il pourrait s'agir d'une stèle-pilier à vocation cultuelle, car elle ne porte aucune inscription.

### Moyen Âge
Vers l'an mil, les habitants quittent les lieux pour se réfugier au château de Roquemartine.